# Polo Sul

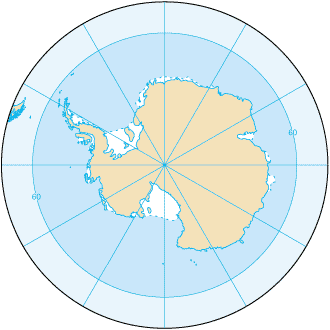
Polo Sul.

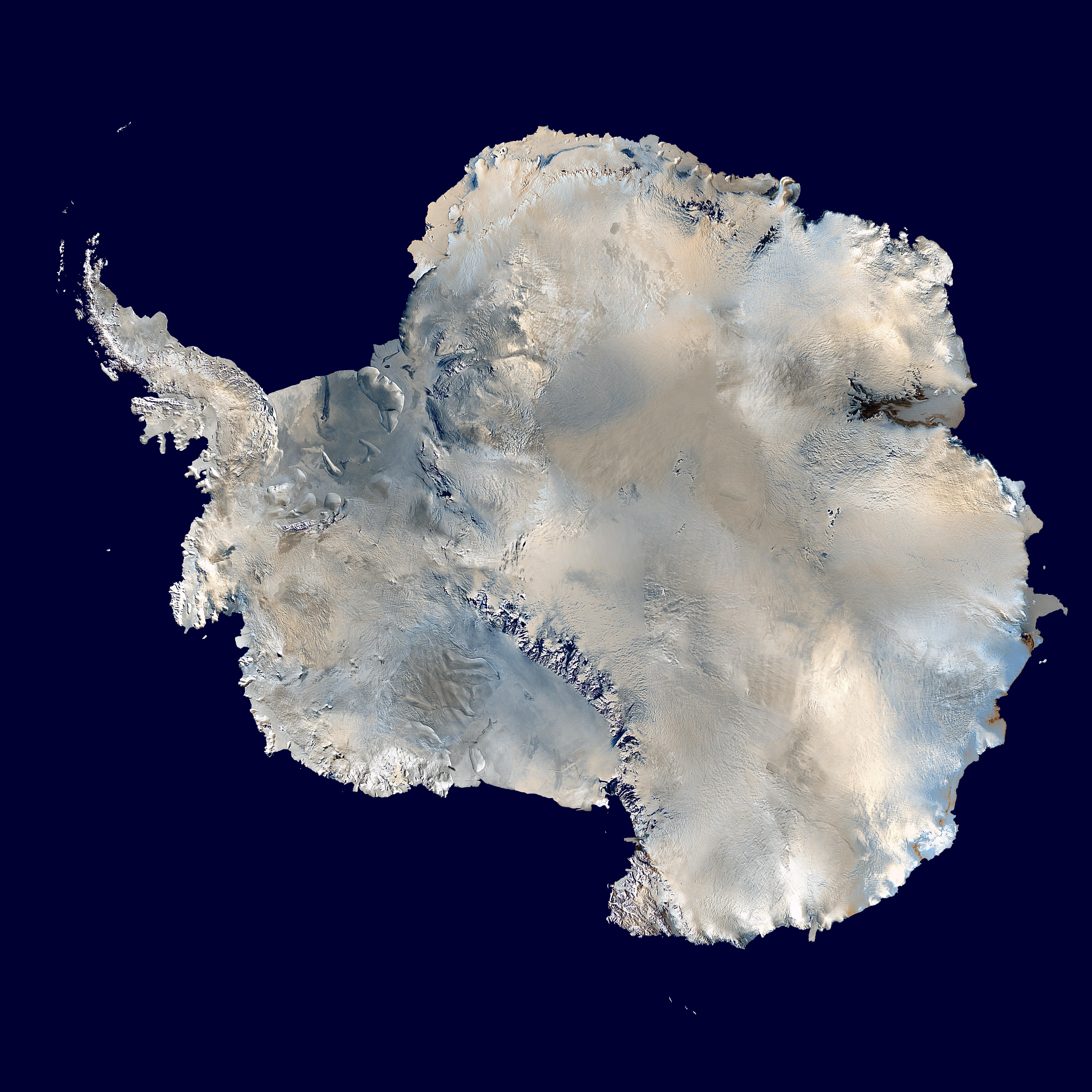
Imagem da NASA de 2005 mostrando o Polo Sul.

O Polo Sul é o ponto mais meridional do Planeta Terra, tal como é definido de várias formas. É o local mais ao sul do globo da terra, é envolvido pelo continente desabitado da Antártida.  

## Polo Sul geográfico
O Polo Sul geográfico é um dos polos geográficos do Planeta Terra, ou seja, é um ponto onde o eixo de rotação da Terra cruza a superfície. É a esse ponto que usualmente nos referimos como "Polo Sul".
Os primeiros seres humanos a atingirem o Polo Sul geográfico foram Roald Amundsen e seu grupo em 14 de dezembro de 1911. O principal concorrente de Amundsen, Robert Falcon Scott, alcançou o polo um mês depois. Na viagem de volta Scott e os outros quatro membros do seu grupo morreram de fome e frio extremo.
Várias expedições atingiram o Polo Sul por via terrestre. Os líderes de algumas das primeiras destas são, pela ordem: Amundsen, Scott, Hillary, Fuchs, Havola, Crary, Fiennes. O almirante norte-americano Richard Byrd, em 29 de novembro de 1929, foi a primeira pessoa a sobrevoar o Polo Sul.
Embora agora a Antártida esteja localizada sobre o Polo Sul, não foi sempre assim durante toda a história da Terra por causa da deriva continental. A projeção do Polo Sul geográfico na esfera celeste indica o polo celeste sul.
A Estação Polo Sul Amundsen-Scott foi estabelecida durante o Ano Geofísico Internacional em 1957 e é permanentemente ocupada por pesquisadores e pessoal de apoio.

## Polo Sul geomagnético
O Polo Sul geomagnético deve seu nome à proximidade do Polo Sul geográfico; no sentido estritamente magnético, é um polo norte. O polo sul de um magneto é atraído pelos "polos norte" de outros magnetos, portanto o polo sul de um magneto livremente suspenso (como o de uma bússola) irá apontar em direção do Polo Sul geomagnético.

## Polo Norte magnético
O Polo Norte (quando se trata do campo magnético da Terra, os polos são invertidos em relação ao conceito geográfico) magnético é o ponto mais próximo do Polo Sul geográfico onde as linhas de campo do campo magnético da Terra apontam diretamente para o chão. Ele não coincide propriamente com o Polo Sul geográfico e nem possuiu um lugar geométrico constante, em 16 de janeiro de 1909, três homens (Douglas Mawson, Edgeworth David, e Alistair Mackay) de uma expedição liderada pelo Sir Ernest Henry Shackleton que em 1906 marcaram o Polo norte magnético em 72° 25′ S e 154° E, e em 1970 foi marcado na linha de latitude 66° S.

## Polo Sul de inacessibilidade

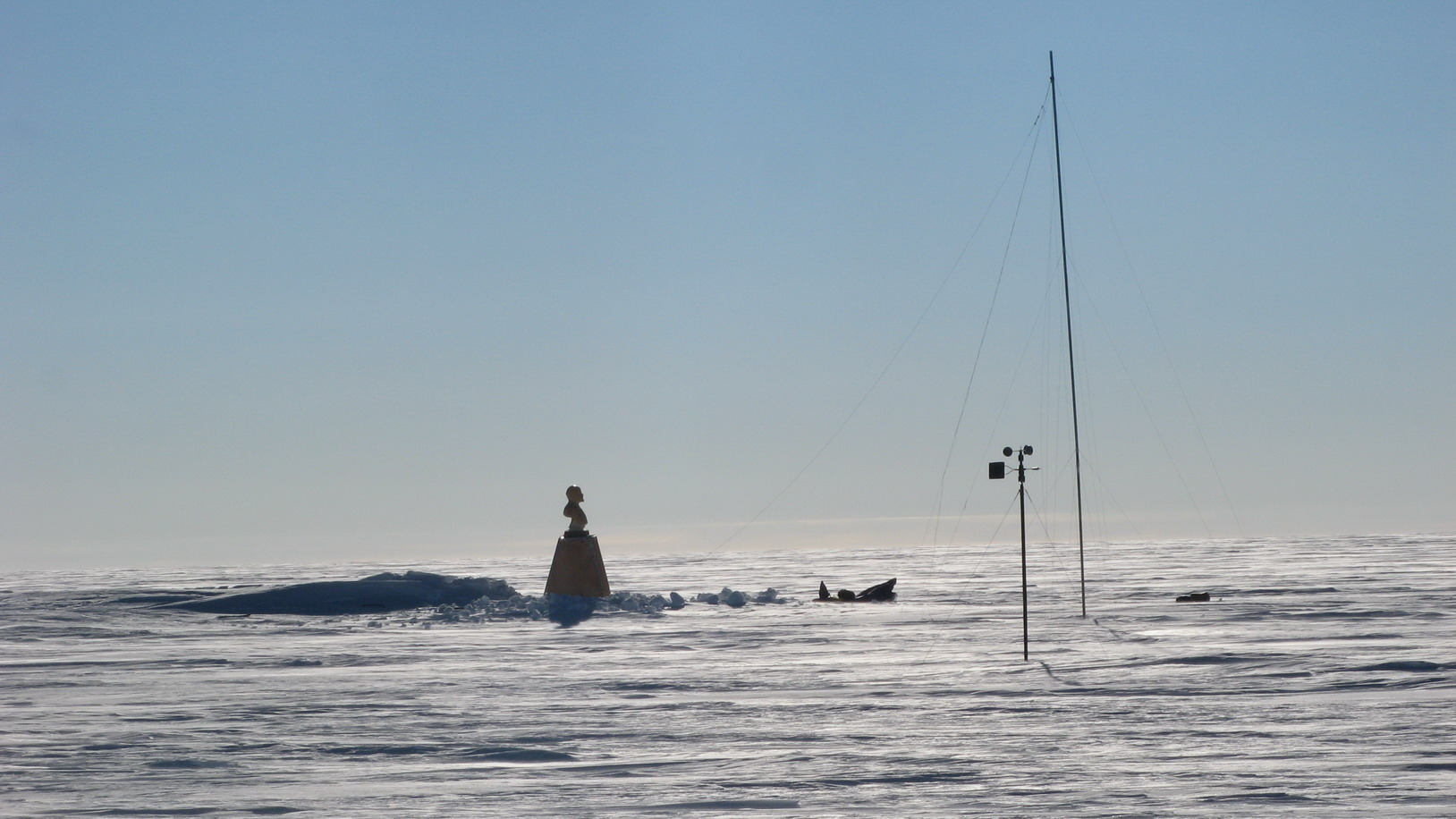
A antiga estação soviética localizada na região dos polos de inacessibilidade da Antártida. Ao fundo, pode ser visto o busto do ex-líder soviético Vladimir Lenin.

Segundo um levantamento feito pelo British Antarctic Survey em 2005, existem na Antártida dois polos de inacessibilidade, que são os pontos mais distantes no interior do continente em relação ao Oceano Antártico. O primeiro deles leva em conta apenas a superfície continental da Antártida, excluindo-se as banquisas de gelo do litoral, estando localizado nas coordenadas 82° 53′ 14″ S, 55° 04′ 30″ L. Já o segundo polo leva em consideração as banquisas existentes no litoral e está localizado nas coordenadas 83° 50′ 37″ S, 65° 43′ 30″ L.
Nas coordenadas 82° 06′ S, 54° 58′ L existe uma antiga estação de pesquisas da União Soviética chamada Polyus Nedostupnosti, que na época da sua inauguração, acreditava-se ser o polo de inacessibilidade da Antártida. No local existe um busto do ex-líder supremo da União Soviética Vladimir Lenin, o qual está direcionado exatamente no sentido de Moscou. Dentro da construção onde está o busto de Lenin, existe um livro de visitantes que registra a passagem dos aventureiros que conseguem chegar até o local. O local onde hoje fica a antiga estação, foi alcançado pela primeira vez em 14 de dezembro de 1958 pela 3ª Expedição Antártica Soviética, liderada por Yevgeny Tolstikov. A 725,9 km a leste da estação Polyus Nedostupnosti, os soviéticos estabeleceram uma outra estação chamada Sovetskaya, que ficava localizada nas coordenadas 78° 24′ S, 87° 32′ L. A estação Sovetskaya esteve em operação entre 16 de fevereiro de 1958 e 3 de janeiro de 1959.

## Exploração

### Antes de 1900
Em 1820, várias expedições alegaram terem sido a primeira a ter avistado a Antártida, sendo a primeira a expedição russa liderada por Faddey Bellingshausen e Mikhail Lazarev. O primeiro desembarque ocorreu provavelmente pouco mais de um ano depois, quando o capitão americano John Davis, um caçador de focas, pôs o pé no gelo.
A geografia básica do litoral da Antártida não era conhecida até meados ao final do século XIX. O oficial da marinha americana Charles Wilkes afirmava (corretamente) que a Antártida era um continente novo, baseado em sua exploração de 1839-40, enquanto James Clark Ross, em sua expedição de 1839-43, esperava que pudesse ser capaz de navegar por todo o caminho para o Polo Sul (ele não teve sucesso).

### Entre 1900 e 1950

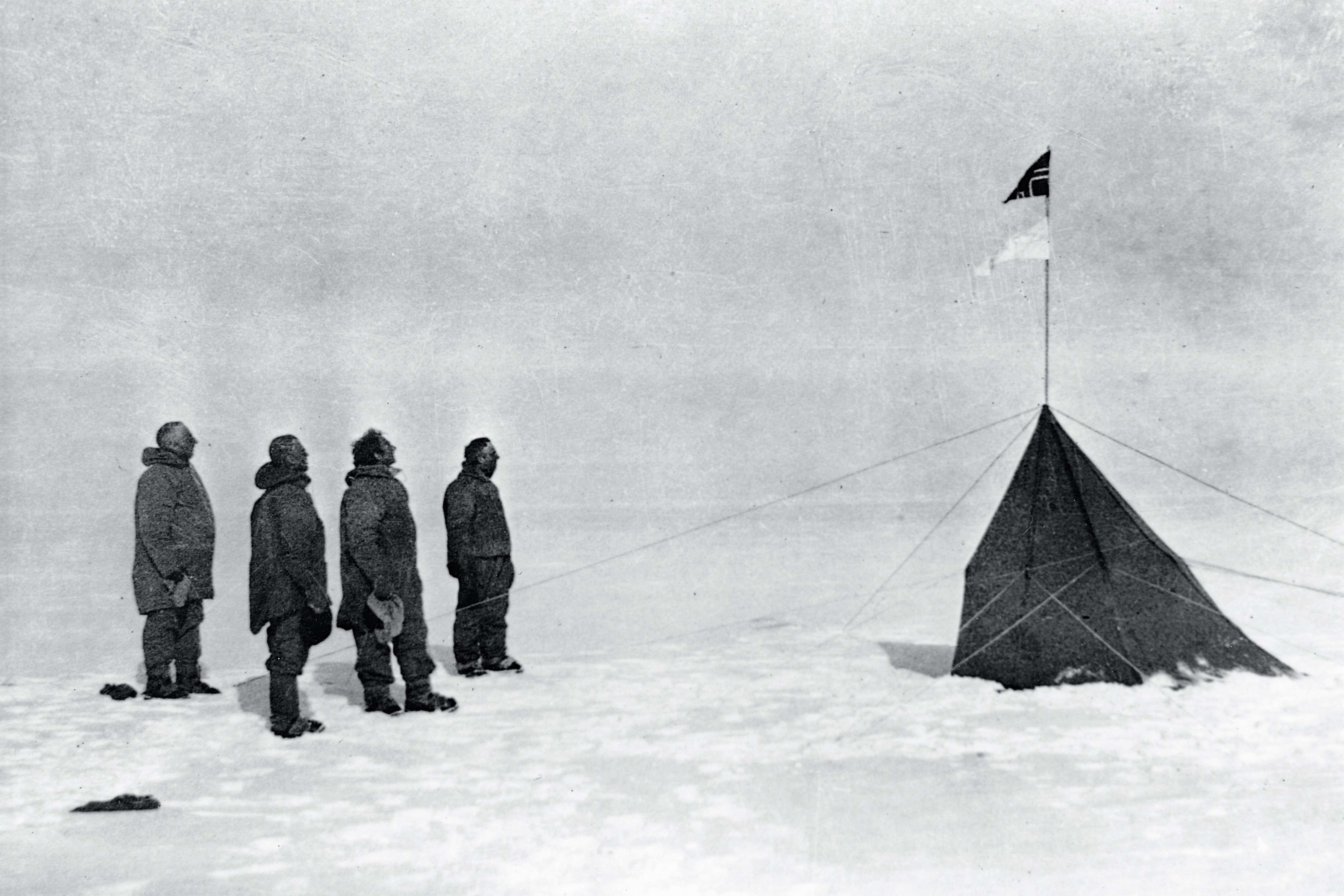
Grupo de Amundsen no Polo Sul, em dezembro de 1911. Da esquerda para a direita: Amundsen, Hanssen, Hassel e Wisting (foto feita pelo quinto membro, Bjaaland).

A primeira tentativa de encontrar uma rota a partir do litoral da Antártida até o Polo Sul foi feita pelo explorador britânico Robert Falcon Scott na Expedição Discovery de 1901-04. Scott, acompanhado de Ernest Shackleton e Edward Wilson, partiu com o objetivo de viajar tão longe ao sul quanto possível, e em 31 de dezembro de 1902, atingiu 82°16′ S. Shackleton retornou mais tarde para a Antártida como líder da expedição Antártida britânica (Expedição Nimrod) em uma tentativa de atingir o Polo. Em 9 de janeiro de 1909, com três companheiros, ele chegou a 88°23′ S - 112 milhas terrestres do polo - antes de ser forçado a voltar.
Os primeiros humanos a chegar ao Polo Sul geográfico foram o norueguês Roald Amundsen e seu grupo em 14 de dezembro de 1911. Amundsen nomeou seu campo de Polheim e todo o planalto em torno do Polo Rei Haakon VII Vidde em homenagem ao rei Haakon VII da Noruega. Robert Falcon Scott também tinha retornado para a Antártida com sua segunda expedição, a Expedição Terra Nova, em uma corrida contra Amundsen ao Polo. Scott e outros quatro homens chegaram ao Polo Sul em 17 de janeiro de 1912, trinta e quatro dias depois de Amundsen. Na viagem de retorno, Scott e seus quatro companheiros morreram de fome e frio extremo.
Em 1914, a Expedição Transantártica Imperial de Ernest Shackleton, partiu com o objetivo de cruzar a Antártida, passando pelo Polo Sul, mas seu navio, o Endurance, foi congelado num banco de gelo e afundou 11 meses depois. A viagem por terra nunca foi feita.
O almirante norte-americano Richard Evelyn Byrd, com a assistência de seu primeiro piloto Bernt Balchen, tornou-se a primeira pessoa a sobrevoar o Polo Sul, em 29 de novembro de 1928.